# 新田敞
新田 敞（にった ひろし、1927年 - 2003年1月4日）は新潮社顧問。東京都出身。

## 経歴
新潮社に入社し1956年の週刊新潮の創刊に携わる。三島由紀夫や山本周五郎、安部公房、有吉佐和子の創作活動を支え厚い信頼を得る。その後出版部長となる。1982年4月に新潮45+を創刊。1988年公開のスタジオジブリ制作の「火垂るの墓」では製作委員会のメンバーとして創業者一族を支える。その後、常務取締役を経て顧問に退く。
2003年1月4日午前6時28分に心不全の為東京都内の自宅で死去（享年75歳）。